# Volker Bauersachs
Volker Bauersachs (* 2. August 1968 in Gelsenkirchen) ist ein Brigadegeneral des Heeres der Bundeswehr und seit dem 30. März 2023 Kommandeur des Kommandos Hubschrauber, General der Heeresfliegertruppe und General Flugbetrieb Heer.

## Militärische Laufbahn

### Ausbildung und erste Verwendungen
Bauersachs trat 1989 in Regensburg bei der Artillerie in die Bundeswehr ein. Von 1990 bis 1992 absolvierte er die Offizierausbildung an der Offizierschule des Heeres in München sowie an der Heeresfliegerwaffenschule im niedersächsischen Bückeburg. Im Anschluss studierte er ab 1993 Pädagogik an der Universität der Bundeswehr München in Neubiberg bei München. Ab 1998 wurde er als Hubschrauberführer auf dem Muster Bölkow Bo 105 im Kampfhubschrauberregiment 26 in Roth bei Nürnberg eingesetzt. 2000 bis 2002 war er Staffelkapitän der Flugbetriebsstaffel an der Heeresfliegerwaffenschule.

### Dienst als Stabsoffizier
Ab 2003 begann Bauersachs den 46. Generalstabslehrgang Heer an der Führungsakademie der Bundeswehr in Hamburg, wo er zum Offizier im Generalstabsdienst ausgebildet wurde. 2004 wurde seine Dissertation veröffentlicht, mit der er an der Universität der Bundeswehr München promovierte. Von 2005 bis 2007 war er Dezernent im Heeresamt in Köln, von 2007 bis 2009 Referent im Bundesministerium der Verteidigung im Referat Fü H II 2 (Konzeption Heer).
Von 2009 bis 2011 führte er die Fliegende Abteilung 361 in Fritzlar als Kommandeur und übernahm im Anschluss die Verwendung als Chef des Stabes der Luftbeweglichen Brigade 1 am gleichen Standort. Von 2014 bis 2016 war er Gruppenleiter im Amt für Heeresentwicklung in Köln. Im Februar 2016 übernahm er das Kampfhubschrauberregiments 36 in Fritzlar als Regimentskommandeur. Von 2019 bis 2021 war er Leiter des Protokolls im Bundesministerium der Verteidigung in Berlin.

### Dienst als General
Von September 2021 bis März 2023 war Bauersachs stellvertretender Kommandeur der 1. Panzerdivision in Oldenburg und wurde auf diesem Dienstposten spätestens im September 2022 zum Brigadegeneral ernannt. Am 30. März 2023 wurde er zum Kommandeur des Kommandos Hubschrauber ernannt.

### Einsätze
- Stellvertretender Kommodore Einsatzgeschwader ISAF (2010 bis 2011)
- Militärberater Afghanistan Ground Forces Command, ISAF (2014)

## Privates
Bauersachs ist verheiratet und hat zwei Kinder.

## Auszeichnungen
- Einsatzmedaille Bronze (2011)
- NATO Einsatzmedaille ISAF (2011)

## Veröffentlichungen
- Konstruktion und Evaluation von Computerlehrprogrammen: eine empirische Studie am Beispiel der Einführung von Computerlehrprogrammen in der Hubschraubergrundausbildung im Heer. München 2004.